# Erik August Lewenhaupt

Vapensköld för ätten Leijonhufvud och Lewenhaupt

Erik August Lewenhaupt, född den 2 maj 1799, död den 18 januari 1874 i Stockholm, var en svensk greve, militär samt sekreterare vid Kungl. Maj:ts Orden och ordförande i Riddarhusdirektionen.

## Biografi
Erik August Lewenhaupt föddes 1799 som son till greve Claes Axel Lewenhaupt. Han blev student vid Lunds universitet 1810 och kadett vid Krigsakademien på Karlberg 1812. Efter examen den 25 september 1815 påbörjade han sin militära karriär som fänrik vid livregementets grenadjärkår och blev stabsfänrik  vid samma regemente två år senare. År 1819 blev han löjtnant och regementsadjutant och senare samma år även ordonnansofficer hos konungen. År 1823 utnämndes han  till kapten i armén och året efter till adjutant hos konungen. Han blev kapten vid livbeväringsregementet den 29 mars 1825 och kabinettskammarherre vid Kungliga Hovstaterna som del av Karl XIV Johans hov år 1826. Han blev även major i armén samma år.
Den 16 maj 1827 avskedades han från regementet med tillstånd att kvarstå såsom major och några månader senare  tilldelades han Svärdsorden av H.M. Konungen. Han blev överstelöjtnant i armén 1835 och  var chef för konungens enskilda byrå  1836–1872. Han utnämndes till  överste i armén den 10 mars 1840. Senare samma år utsågs han till överstekammarjunkare som bröllopspresent i samband med sitt giftermål med grevinnan Charlotte Emilie Gyldenstolpe.
Lewenhaupt erhöll den 6 februari 1843 Svärdsordens riddarkors i briljanter i samband med konung Karl XIV Johans 25-åriga regeringsjubileum.
Lewenhaupt var ceremonimästare vid Kungl. Maj:ts Orden (KMO) 1853 och tilldelades även Storkorset av Nordstjärneorden. Åren 1857–1860 var han ordförande i riddarhusdirektionen. Han var sekreterare vid KMO 1858 och återvaldes till ordförande i riddarhusdirektionen 1860, men frånsade sig förtroendet. TMO1kl 1863. StkNS:tOO 1865. Avsked från sekreterarämbetet vid KMO den 27 november 1865.
Tillsammans med sina bröder Mauritz Axel Lewenhaupt och Claes Casimir Lewenhaupt samt bröderna Gustaf och Fredrik Beskow köpte man 1829 Huså bruk. Död den 18 januari 1874 i Stockholm och begraven på nya kyrkogården i Stockholm.

## Galleri

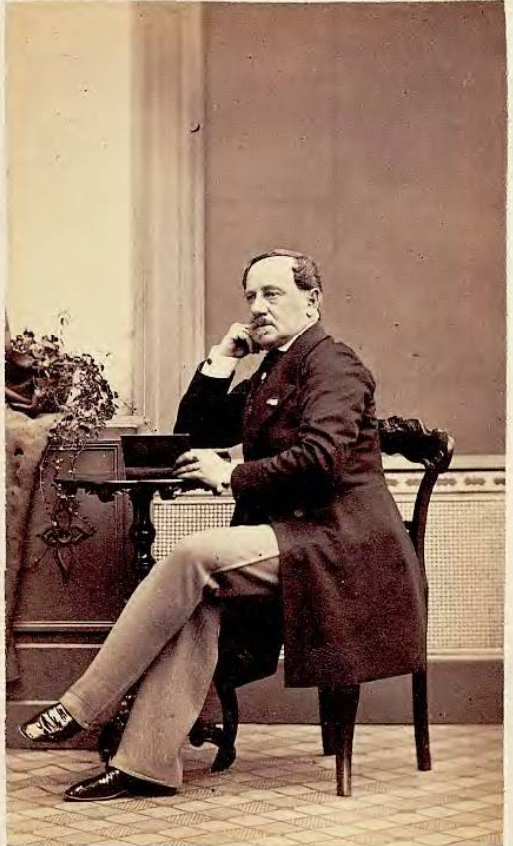
Fotografi på Erik August Lewenhaupt från cirka 1871.

## Militära grader och befattningar
- Fänrik vid livregementets grenadjärkår, 1815-05-02.
- Stabsfänrik, 1817-03-26.
- Löjtnant och regementsadjutant vid livregementets grenadjärkår, 1819-02-16.
- Ordonnansofficer hos konungen, 1819-08-06.
- Kapten i armén, 1823-07-04.
- Adjutant hos konungen, 1824-07-04.
- Kapten vid livbeväringsregementet, 1825-03-29.
- Major i armén, 1826-05-11.
- Överstelöjtnant i armén 1835.
- Överste i armén, 1840-03-10.
- Överstekammarjunkare, 1840-10-29.

## Utmärkelser

### Svenska Utmärkelser
- Riddare av Svärdsorden, 4 juli 1827.[1]
- Riddare av Svärdsorden i Briljanter, 6 februari 1843.[1]
- Kommendör med Stora Korset av Nordstjärneorden, 25 juni 1853.[1]
- Mottagare av Karl Johansmedaljen, 16 juni 1855.[1]

### Utländska Utmärkelser
- Riddare av Grekiska Frälsarens orden med Guldkors, 1837.[1]
- Riddare av Ryska Sankt Annas orden i Briljanter, 12 juli 1838.[1]
- Riddare av Turkiska Meschidie-orden 1:a Klass, 1863.[1]